# Hechos de Pedro y Andrés

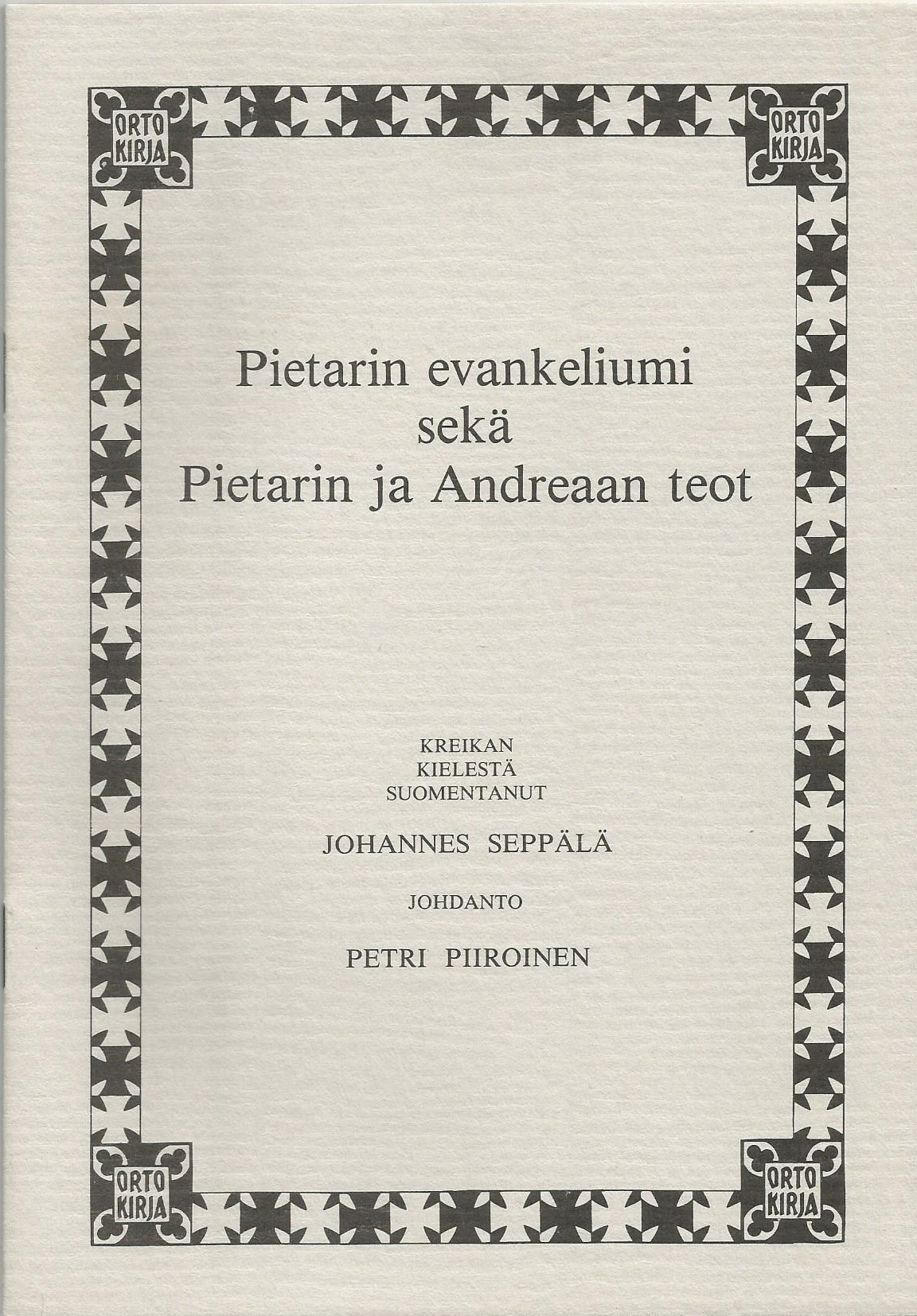
Portada finlandesa del Evangelio de Pedro y los Hechos de Pedro y Andrés.

Hechos de Pedro y Andrés es un texto breve entre los apócrifos del Nuevo Testamento y no debe confundirse con los Hechos de Andrés o los Hechos de Pedro.  El texto es inusual porque no parece ser doctrinal y parece ser simplemente una obra literaria y no teológica.

## La obra
El texto, cuya versión original está en griego, consta de algunos cuentos milagrosos, como el de André montado en una nube donde se encuentra Pedro, quien, a su vez, está pasando literalmente un camello por el ojo de una aguja, llevando la famosa metáfora de Jesús a la  literalmente:Es más fácil que un camello pase por el ojo de la aguja que un rico entre en el reino de los cielos. (Marcos 10:17–31, Mateo 19:16–33 y Lucas 18:18–30). 
Posiblemente, el texto componga una sola obra junto con los Hechos de Andrés y Matías y el Martirio de Andrés.